# Huawei P9

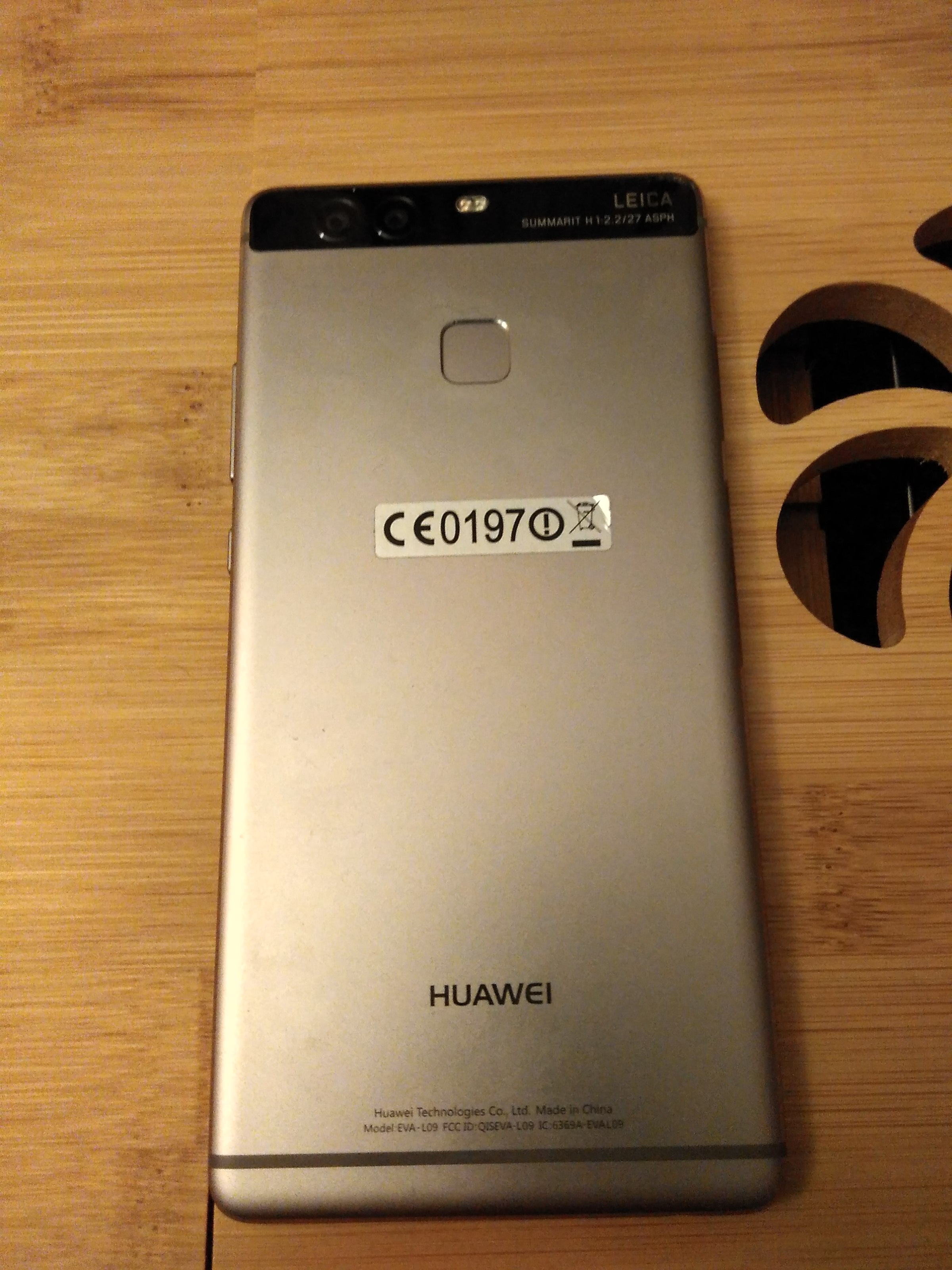
Huawei P9 – tył urządzenia

Huawei P9 (EVA-L09) – smartfon chińskiego przedsiębiorstwa telekomunikacyjnego Huawei Technologies. Urządzenie miało swoją premierę w kwietniu 2016 i zastąpiło aparat Huawei P8 jako model sztandarowy tego producenta. Działa w oparciu o system operacyjny Android z nakładką EMUI. Pierwotnie działał pod kontrolą systemu Android w wersji 6.0 Marshmallow, z czasem otrzymał aktualizację do wersji 7.0 Nougat.
Równolegle z premierą Huawei P9 miała miejsce premiera jego słabszej i tańszej wersji, Huawei P9 Lite.
Urządzenie ma czytnik linii papilarnych.

## Specyfikacja techniczna
Huawei P9 został wyposażony w  ośmiordzeniowy procesor HiSilicon Kirin 955 o taktowaniu 2,5 GHz (cztery rdzenie Cortex-A72 taktowane z częstotliwością 2,5 GHz i cztery z częstotliwością 1,8 GHz). Dodatkowo wyposażono je w niezależny układ graficzny Mali-T880 MP4. Urządzenie ma 3/4 GB pamięci operacyjnej oraz 32/64 GB pamięci wewnętrznej, którą można rozszerzyć poprzez kartę pamięci MicroSD (do 128 GB). Urządzenie wyposażono także w Wi-fi 802.11 a / b / g / n / ac, dual-band, DLNA, Wi-Fi Direct, hotspot Bluetooth 4.2, A2DP, GPS z AGPS, GLONASS, Radio FM i USB Type C.
Wbudowany i niewymienny akumulator litowo-polimerowy ma pojemność 3000 mAh.

### Wyświetlacz
Smartfon ma ekran dotykowy o przekątnej 5,2 cala i rozdzielczości 1080p (full HD), co daje zagęszczenie 424 pikseli na cal. Ekran ma matrycę wyprodukowaną w technologii IPS-NEO, chronioną szkłem Gorilla Glass 4.

### Aparat fotograficzny
Urządzenie zostało wyposażone w dwa aparaty fotograficzne
- tylny podwójny aparat wyposażony w optykę Leica oferuje rozdzielczość 12 megapikseli przysłonę F/2.2[1],
- przedni aparat: rozdzielczość 8 megapikseli[1].